# Francesco Imberti
Francesco Imberti, (Racconigi, 1882 - Vercelli, 1967) va ser un arquebisbe italià.
Va ser ordenat sacerdot el 29 de juny de 1906. Es consagrà bisbe d'Aosta l'11 de setembre de 1932. Favorable, almenys inicialment, a la italianització política feixista de la Vall d'Aosta (va fundar en 1933, el Butlletí Diocesà d'Aosta, per reemplaçar el publicat en francès). Prest, però, va canviar d'ideologia i va protegir de la població d'Aosta durant l'ocupació nazi.
Després va ser arquebisbe de Vercelli entre 1945 i 1966.
Fou pare conciliar durant totes les sessions del Concili Vaticà II. Va retirar-se per límit d'edat el 5 de setembre de 1966 i fou nomenat bisbe titular de Vulturia. Va morir el 27 de gener de 1967.